# 镰扁豆
镰扁豆（学名：Dolichos trilobus）为豆科扁豆屬下的一个种。